# تپه تفی
تپه تفی مربوط به هزاره دوم و اول قبل از میلاد است و در شهرستان درگز، بخش چاپش لو، روستای کماج خور واقع شده و این اثر در تاریخ ۲۳ فروردین ۱۳۴۶ با شمارهٔ ثبت ۶۷۳ به‌عنوان یکی از آثار ملی ایران به ثبت رسیده است.